# صحرارود (رودان)
صحرارود، روستایی در دهستان فاریاب بخش مرکزی شهرستان رودان در استان هرمزگان ایران است.

## جمعیت
بر پایه سرشماری عمومی نفوس و مسکن در سال ۱۳۹۵، جمعیت این روستا برابر با ۲۹۵ نفر (۷۹ خانوار) بوده‌است.